# Богверадзе, Григорий Александрович
Григорий Александрович Богверадзе (род. 2 марта 1927 года в деревне Нижний Симонети, Тержольский район — умер 26 сентября 2001)) — советский хозяйственный и политический деятель, Старший машинист электровозного депо Тбилиси Закавказской железной дороги, Грузинская ССР. Герой Социалистического Труда (1959).

## Биография
В 1944 году окончил Тбилисское железнодорожное училище № 1 и стал помощником машиниста, а затем старшим машинистом электровозного депо Тбилиси Закавказской железной дороги. Член КПСС с 1952 года.
В 1956 году достиг пробега в 500 тысяч км без капитального ремонта. Указом Президиума Верховного Совета СССР от 1 августа 1959 года удостоен звания Героя Социалистического Труда с вручением ордена Ленина и золотой медали «Серп и Молот».
В 1966 году окончил Ростовский институт инженеров железнодорожного транспорта. С 1968 года — директор Тбилисского железнодорожного училища, с 1972 года — председатель исполнительного Комитета Ленинского районного Совета рабочих депутатов города Тбилиси, с 1974 года — председатель Железнодорожного райисполкома города Тбилиси.
Делегат XXI съезда КПСС, депутат V созыва Верховного Совета Грузинской ССР.
Награждён орденом Ленина и медалями.